# Championnats arabes de natation 2014
Navigation
Amman 2012 Dubai 2016
La deuxième édition des championnats arabes de natation a eu lieu du 4 septembre au 7 septembre 2014 à Casablanca au Maroc.

## Tableau des médailles
Classement final de la deuxième édition des championnats arabes de natation, disputée du 4 au 7 septembre 2014 à Casablanca à la piscine olympique du Complexe sportif Mohammed V, : 
| Rang | Nation              | Or | Argent | Bronze | Total |
| ---- | ------------------- | -- | ------ | ------ | ----- |
| 1    | Égypte              | 33 | 14     | 10     | 57    |
| 2    | Algérie             | 6  | 19     | 9      | 34    |
| 3    | Jordanie            | 2  | 3      | 6      | 11    |
| 4    | Koweït              | 1  | 2      | 3      | 6     |
| 5    | Maroc               | 0  | 4      | 11     | 15    |
| 6    | Émirats arabes unis | 0  | 0      | 3      | 3     |